# Jovan Nedeljković
Jovan Nedeljković (en serbe cyrillique : Јован Недељковић) était un peintre serbe du XIXe siècle. Il a surtout réalisé des icônes, notamment pour des iconostases, ainsi que des fresques pour les églises.

## Quelques réalisations
- fresques pour l'église Saint-Nicolas d'Erdevik en 1829[1] ;
- remaniement de l'iconostase de l'église Saint-Nicolas de Šid en 1825[2].